# That XX
"That XX" (hangul: 그 XX; rr: Geu XX) é uma canção do cantor e rapper sul-coreano G-Dragon, foi lançada em 1 de setembro de 2012 pela YG Entertainment em formato digital, como o primeiro single de seu primeiro extended play (EP) One of a Kind (2012). A canção foi co-escrita pelo mesmo juntamente com Teddy Park e produzida por ambos com Seo Won Jin. Liricamente, descreve a angústia de se perder alguém que se ama para outra pessoa. 
"That XX" tornou-se a primeira canção restrita para menores de idade, a alcançar o topo da parada da Gaon, após ser lançada sob a classificação etária.

## Antecedentes, composição e promoção
Em 28 de agosto de 2012, a YG Entertainment anunciou através de uma imagem promocional, o lançamento do single "That XX" para a data de 1 de setembro de 2012. Também foi anunciado que seria solicitado a todos os sites de música online, que a mesma recebesse uma classificação indicativa do tipo restrita, devido sua letra de conteúdo considerado explícito. Desta forma, a YG Entertainment pretendia fazer com que "That XX" fosse lançada sem comprometer sua letra, mas restringindo-a para ouvintes menores de dezenove anos. G-Dragon explicou sobre a decisão dizendo: "Obviamente, haveria problemas com os quais eu iria me deparar, então queria evitar esses problemas antes. Eu sei que é apenas uma palavra, mas não tem uma nuance positiva. Como a canção foi feita com base nessa mesma nuance, eu não gostaria de cantar sem a palavra. Eu acho que quem ouve a música vai entender".
"That XX" é uma canção pertencente aos gêneros de balada pop e acústico, ela descreve em suas letras a história de um homem consternado, incapaz de compreender porque seu interesse amoroso o abandonou por outro. Uma versão em língua japonesa da faixa e renomeada como "That Guy", foi incluída no primeiro álbum japonês de G-Dragon, Coup d'Etat + One of a Kind & Heartbreaker em novembro de 2013.  
Para a promoção de "That XX", G-Dragon realizou no Inkigayo da SBS, a única apresentação ao vivo da canção em um programa de televisão, que contou com a participação do guitarrista Sungha Jung. Para a transmissão televisiva, ele cantou uma versão revisada da canção.

## Regravações
Em agosto de 2014, os rappers Olltii e Zico regravaram a canção durante o programa de competição de rap, Show Me the Money 3. Esta versão alcançou a posição de número 32 na Gaon Digital Chart. No mesmo ano, Park Ye-eun do grupo Wonder Girls e a dupla 15&, apresentaram a canção em uma perspectiva feminina para o programa de sobrevivência Singer Game. Em 9 de setembro de 2016, Solar do grupo Mamamoo cantou "That XX" no programa Duet Song Festival.

## Vídeo musical
O vídeo musical de "That XX" foi produzido substituindo as palavras comprometidas da canção por um sinal sonoro. Dirigido por Han Sa-min, ele apresenta G-Dragon cantando em diversos locais diferentes e representando dois papéis, o dele mesmo e como o namorado da personagem feminina interpretada pela cantora  Jennie.

## Desempenho nas paradas musicais
Após o seu lançamento, "That XX" liderou todas as paradas dos serviços de música online sul-coreanos, conquistando mais tarde um perfect all kill. Apesar de ter sido lançada no último dia da semana vigente de 28 de agosto a 1 de setembro de 2012 da Gaon, a canção estreou em número cinco na Gaon Digital Chart e Gaon Download Chart com vendas de 169,781 mil downloads digitais pagos, além de posicionar-se em número 78 na Gaon Streaming Chart com mais de 405 mil transmissões. Na semana seguinte atingiu seu pico de número um nas três referidas paradas.

### Posições
| Paradas (2012)                              | Melhor posição |
| ------------------------------------------- | -------------- |
| Coreia do Sul (Gaon Weekly Digital Chart)   | 1              |
| Coreia do Sul (Gaon Monthly Digital Chart)  | 2              |
| Coreia do Sul (Gaon Weekly Download Chart)  | 1              |
| Coreia do Sul (Gaon Weekly Streaming Chart) | 1              |
| Coreia do Sul (Billboard K-pop Hot 100)     | 2              |

### Vendas
| País          | Parada                     | Vendas    |
| ------------- | -------------------------- | --------- |
| Coreia do Sul | Gaon Download Chart (2012) | 1,767,870 |